# Cermna Finn
Cermna Finn (fl. XVI-XII secolo a.C.) figlio di Ebric e discendente di Míl Espáine, fu, secondo la leggenda e la tradizione storica irlandese medievale, re supremo d'Irlanda insieme al fratello Sobairce.
Presero il potere dopo che Cermna aveva ucciso in battaglia a Tara il precedente sovrano supremo Eochaid Étgudach. Furono i primi re supremi Ulaid. Divisero tra di loro l'isola: il confine tra le due sfere di dominio andava da Drogheda a Limerick. Cermna regnò sul sud da Dún Cermna (che Keating identifica come Downmacpatrick nel Kinsale, contea di Cork), Sobairce sul nord da Dún Sobairce (Dunseverick nella contea di Antrim). Regnarono per 40 anni. Cermna fu ucciso da Eochaid Faebar Glas, figlio del precedente sovrano supremo Conmáel, nella battaglia di Dún Cermna. Sobairce morì lo stesso anni per mano di Eochaid Menn, figlio del re dei Fomoriani. Il Lebor Gabála Érenn sincronizza i loro regni con quelli di Laostene in Assiria e di Roboamo nel Regno di Giuda. Goffredo Keating data il loro regno dal 1155 al 1115 a.C., gli Annali dei Quattro Maestri dal 1533 al 1493 a.C.

### Fonti
- Seathrún Céitinn, Foras Feasa ar Éirinn 1.25
- Annali dei Quattro Maestri M3667-3707